# فرانو ویچان
فرانو ویچان (انگلیسی: Frano Vićan؛ زادهٔ ۲۴ ژانویهٔ ۱۹۷۶) بازیکن واترپلو اهل کرواسی بود.